# 足立和浩
足立 和浩（あだち かずひろ、1941年6月18日 - 1987年11月14日）は、日本の哲学研究者、翻訳家。

## 人物
埼玉県浦和市（現・さいたま市浦和区）生まれ。1960年、東京都立新宿高等学校卒業。1965年、東京大学教養学部教養学科フランス分科卒業、同大学院人文科学研究科比較文学比較文化専攻修士課程入学。森本和夫の指導を受けた。1967年、修士課程修了、東大教養学部助手。1972年、ジャック・デリダの『グラマトロジーについて』をいち早く翻訳、1973年、立教大学専任講師、1975年、東京都立大学助教授。1981年、哲学奨励山崎賞受賞。1987年、急逝。
日本ではまだほとんど知られていない時代に、ジャック・デリダの主著を日本語訳した人物である。当時、沢崎浩平、豊崎光一とともに、フランス現代思想の翻訳者の早世が相次いだ。
主な門下生として西谷修、内田樹がいる。

## 著書
- 『戯れのエクリチュール』（現代思潮社）1978　ISBN 4329000717
- 『人間と意味の解体: 現象学・構造主義・デリダ』（勁草書房） 1978　ISBN 4326150882
- 『知への散策: エクリチュールをめぐって』（白水社） 1980　ISBN 4560048479
- 『笑いの戦略: 山崎賞選考委員会』（河出書房新社） 1984　ISBN 4309240712
- 『笑いのレクチュール』（青土社） 1986

## 翻訳
- 『根源の彼方に グラマトロジーについて』（ジャック・デリダ、現代思潮社） 1971 - 1972
- 『弁証法的理性批判 3』（サルトル、平井啓之共訳、人文書院、サルトル全集28） 1973
- 『理性と暴力 サルトル哲学入門』（R・D・レイン, D・G・クーパー、番町書房） 1973
- 『マルセル・モースの世界』（アルク誌、みすず書房） 1974
- 『ニーチェと哲学』（ジル・ドゥルーズ、国文社） 1974
- 『哲学講義 2』（ポール・フルキエ、竹田篤司共訳、筑摩書房） 1976、のちちくま学芸文庫 1997
- 『通底器』（アンドレ・ブルトン、現代思潮社） 1978
- 『死をめぐる対話』（クリスチャン・シャバニス、吉田葉菜共訳、時事通信社） 1986
- 『ポリローグ』（ジュリア・クリステヴァ、白水社） 1986